# Ngày sao
Ngày sao hay ngày thiên văn (Tiếng anh: Sidereal day) là khoảng thời gian chính xác để Trái Đất thực hiện một vòng quay quanh trục của chính nó và nó phải quay từ 1 độ đến tròn 360 độ. Khác với ngày Mặt Trời (Tiếng anh: Solar day) là 24 giờ được xác định khi Mặt Trời trở lại trên thiên đỉnh, thì Ngày sao mất 23 giờ 56 phút 4.09 giây để thực hiện một vòng.
Trái Đất không đứng yên mà nó quay quanh mặt trời với tốc độ khổng lồ 29,783 km/s, quay quanh điểm quan sát của chúng ta trên bề mặt Mặt Trời. Chuyển động liên tục của nó đòi hỏi góc nhìn của chúng ta phải thay đổi để có thể nhìn thấy nó. 

Hình ảnh thể hiện sự khác nhau giữa ngày Mặt Trời và ngày thiên văn.